# Barbara Ross-Lee
Barbara Ross-Lee (n. el 1 de junio de 1942) es una doctora estadounidense y la primera mujer afroestadounidense que fue nombrada decana de una facultad de medicina.

## Biografía
Barbara Ross-Lee nació y creció en Detroit, Míchigan, junto con su hermana, la cantante Diana Ross. Realizó sus estudios de pregrado en la Universidad Estatal Wayne. Desanimada de especializarse en Anatomía humana y dedicarse a la Medicina, obtuvo una licenciatura en Biología y Química en 1965. Luego se unió al National Teacher Corps, donde permaneció hasta 1969. Asistió al College of Osteopathic Medicine de la Universidad Estatal de Míchigan, graduándose en 1973.
Después de graduarse de la escuela de Medicina, Ross-Lee permaneció en Detroit como médico familiar y después se integró al Departamento de Salud y Servicios Sociales de los Estados Unidos, donde su trabajo se enfocó en la educación médica y en las personas de color en la medicina. Fue la primera doctora osteópata que recibió la Beca de Política de Salud Robert Wood Johnson. Fue nombrada decana del Heritage College of Osteopathic Medicine de la Universidad de Ohio en 1993 y estuvo en el cargo hasta 2001. Durante su mandato destacó por realizar innovaciones al plan de estudios. Después de dejar Heritage, se convirtió en vicepresidenta de Ciencias de la Salud y Asuntos Médicos en el New York Institute of Technology y más tarde en decana del Nueva York College of Osteopathic Medicine.

## Reconocimientos
- Ohio Women's Hall of Fame (1998)
- Miembro de la American Osteopathic Board of Family Physicians
- Miembro del Trilateral International Medical Workforce Group
- Miembro del NIH Advisory Committee on Research on Women's Health
- Miembro del DHHS Advisory Committee on Rural Health
- Distinguished Public Service Award del Oklahoma State University College of Osteopathic Medicine
- Doctorado honoris causa en Ciencias del New York Institute of Technology